# Grant Holloway
Stanley Grant Holloway (Chesapeake, 19 de novembro de 1997) é um atleta e velocista norte-americano, tricampeão mundial e medalhista olímpico dos 110 metros com barreiras.
Apesar de ser um corredor de obstáculos, Holloway mostrou grande versatilidade enquanto competia pela Universidade da Flórida, fazendo também saltos em distância, corridas planas e revezamentos.
Em 2019 foi campeão dos 110 m c/ barreiras no Campeonato Mundial de Atletismo disputado em Doha, no Qatar. Nos Jogos Olímpicos de Verão de 2020 conquistou a medalha de prata na mesma prova com o tempo de 13.09s. Tornou-se bicampeão mundial em Eugene 2022, vencendo a prova em 13.03  e tricampeão em Budapeste 2023 com a marca de 12.96.
Sua melhor marca de 12.81 – conquistada na seletiva norte-americana para os Jogos de Tóquio 2020 – é a segunda mais rápida da história para os 110 m com barreiras.
Em Paris 2024, depois de uma medalha de prata em Tóquio e três medalhas de ouro em Mundiais, ele se tornou campeão olímpico, vencendo em 12.99.